# 서해5도 특별경비단
서해5도특별경비단(西海五島特別警備團, Five West Sea Islands Guard Unit)은 서해5도 해역의 불법외국어선의 단속·수사·사후처리, 경비·작전·위기관리·수색·구조를 담당하기 위해 중부지방해양경찰청 산하에 설치된 직할단으로, 단장은 총경으로 보한다.

## 연혁
- 2017년 4월 4일: 중부지방해양경비안전본부 서해5도특별경비단 설치[3]
- 2017년 7월 26일: 중부지방해양경찰청 서해5도특별경비단으로 변경

## 조직
단장
- 경비지원팀
- 경비작전팀
  - 특수진압대
  - 대청특수진압대
  - 연평특수진압대

## 장비
대형함정 3척, 중형함정 6척, 방탄정 3척을 운용하고 있다.